# Тяло (геометрия)
Вижте пояснителната страница за други значения на Тяло.
Тяло в стереометрията е ограничено множество от точки в тримерното пространство, което отвсякъде е заградено с краен брой повърхнинни области, които могат да бъдат:
- равнинни – тогава телата се наричат ръбести тела, многостени или полиедри, или
- криви повърхнини – тогава телата се наричат валчести.[1]

Частен случай на валчестите тела са ротационните тела, получени чрез въртене на равнинна област около права (ос) от тази област. Ротационни тела са например сферата, елипсоидът, конусът, цилиндърът.
С телата са се занимавали още древните гърци: питагорейците са изучавали сферата и куба, а по-късно платонистите – пирамидата, призмата, конуса и цилиндъра. Формули за обемите на призмата, конуса, и сферата дават Демокрит и Евдокс.